# L'Imprévu (film, 1917)
Pour les articles homonymes, voir L'Imprévu.
Pour plus de détails, voir Fiche technique et Distribution.
L'Imprévu est un film muet français réalisé par Léonce Perret, sorti en 1917.

## Fiche technique
- Titre : L'Imprévu
- Réalisation : Léonce Perret
- Scénario : Léonce Perret, d'après la pièce de Victor Margueritte
- Photographie :
- Société de production : Société des Etablissements L. Gaumont
- Pays de production :  France
- Format : Noir et blanc — 35 mm — 1,33:1 — Muet
- Genre :
- Métrage :
- Durée : 55 minutes
- Date de sortie :
  - France : 9 février 1917

## Distribution
- Simone Frévalles : Denise Vigneul
- Henry Roussel : Docteur Pierre Vigneul
- Paul Guidé : Jacques d'Amblize
- Marcelle Géniat : Hélène Ravenel
- Marie Dorly : Manon